# Anna Grzeszczak-Hutek
Anna Grzeszczak-Hutek (ur. 17 lipca 1948 w Łodzi, zm. 16 czerwca 2022 tamże) – polska aktorka teatralna i filmowa.

## Życiorys
Studiowała prawo na Uniwersytecie Łódzkim. W 1976 roku ukończyła studia na Wydziale Aktorskim Państwowej Wyższej Szkoły Filmowej, Telewizyjnej i Teatralnej w Łodzi (dyplom 1977). Przez całą karierę zawodową była związana ze scenami łódzkimi: Teatrem Ziemi Łódzkiej (1976–1979), Teatrem Nowym (1979–1994) oraz Teatrem im. Stefana Jaracza (1996–2004). Wystąpiła również w czterech spektaklach Teatru Telewizji (1980–1999) oraz dwóch audycjach Teatru Polskiego Radia (1989, 2007).
Była żoną Jerzego Hutka – reżysera teatralnego i telewizyjnego. W 2018 roku otrzymała Nagrodę Prezydenta Miasta Łodzi za osiągnięcia w dziedzinie twórczości artystycznej.

## Filmografia

### Filmy fabularne
- Mgła (1976) – Teresa
- Barwy ochronne (1976) – dziewczyna z kuchni
- Krótki dzień pracy (1981) – sekretarka w budynku KW w Radomiu
- Czerwone węże (1981) – pracownica konsumu
- Wedle wyroków twoich... (1983)
- Przeznaczenie (1983)
- Trzy dni bez wyroku (1991) – sąsiadka Niedzickich
- Psy (1992) – żona prokuratora Nawrockiego
- Kawalerskie życie na obczyźnie (1992) – robotnica
- Przypadek Pekosińskiego (1993) – Matka Boska
- 20 lat później (1993) – Emilia Bednarek, przybrana matka Janki
- Wezwanie (1996) – rejestratorka na pogotowiu
- Pierwszy milion (2000) – sklepowa
- Edi (2002) – pielęgniarka
- Dom zły (2009) – Pokrywkowa
- Róża (2011) – Gretchen, żona Mateusza
- Ida (2013) – sąsiadka Szymona Skiby
- Sąsiady (2014) – żona sąsiada z dołu
- Wołyń (2016) – Aniela, teściowa Macieja
- Powidoki (2016) – kobieta z siatką
- Proceder (2019) – sąsiadka
- Legiony (2019) – wroga kobieta
- Chłopi (2023) – Magda Kozłowa

### Seriale
- Detektywi na wakacjach (1979) – Zosia (odc. 1, 3, 4, 5)
- Kowalikowie (1992) – Krystyna
- Sprawa na dziś (2003–2005) – Irena Ozorkowska, urzędniczka Miejskiego Ośrodka Pomocy Społecznej
- Kryminalni (2004) – Mikułowa (odc. 2)
- Apetyt na miłość (2006) – sprzątaczka (odc. 8, 11)
- Samo życie (2009) – Maryla Pusłowa, mieszkanka wsi Wiatki Duże (odc. 1279)
- Paradoks (2012) – żona chłopa (odc. 12)
- Na Wspólnej (2012) – klientka (odc. 1729)
- Na noże (2016) – pani Stasia, rolniczka we wsi Puste Many (odc. 7)
- Wojenne dziewczyny (2019) – gospodyni kasiarza (odc. 36)
- Miasto długów (2020) – Helena Tasak (odc. 16)